# Greg Finley
Gregory P. Finley II (Portland, 22 de dezembro de 1984) é um ator americano mais conhecido por Greg Finley. Nasceu em Portland, Maine.
É mais conhecido pelo papel que fez em ' The Secret Life of the American Teenager ' (2008-2013)

## Filmografia
- Cold Case (2007)
- The Secret Life of the American Teenager (2008) - Jack Pappas
- Star Crossed ( 2014 ) - Drake
- Izombie (2015) - Drake